# Vega de Tera
Vega de Tera ist ein nordwestspanischer Ort und eine Gemeinde (municipio) mit nur noch 287 Einwohnern (Stand: 2024) im Süden der Provinz Zamora in der Autonomen Gemeinschaft Kastilien-León. Neben dem namensgebenden Ort Vega de Tera gehören die Ortschaften Calzada de Tera, Junquera de Tera und Milla de Tera zur Gemeinde.

## Lage und Klima
Vega de Tera liegt am westlichen Rand der Kastilischen Hochebene (Meseta Iberica) in einer Höhe von ca. 770 m. Der Río Tera begrenzt die Gemeinde im Süden. Durch die Gemeinde führt die Autovía A-52. Die Provinzhauptstadt Zamora ist gut 66 Kilometer (Fahrtstrecke) in südsüdöstlicher Richtung entfernt. 
Das gemäßigte Kontinentalklima wird nur selten vom Atlantik beeinflusst.

## Bevölkerungsentwicklung
| Jahr      | 1970 | 1981 | 1991 | 2001 | 2011 | 2021 |
| Einwohner | 517  | 440  | 411  | 373  | 550  | 360  |

## Sehenswürdigkeiten
- Pelagiuskirche